# Canis lupus campestris
Pour les articles homonymes, voir Loup des steppes.
Loup des steppes
Sous-espèce
Canis lupus campestris, le Loup des steppes, est une sous-espèce de Canis lupus, le Loup commun. 

## Répartition

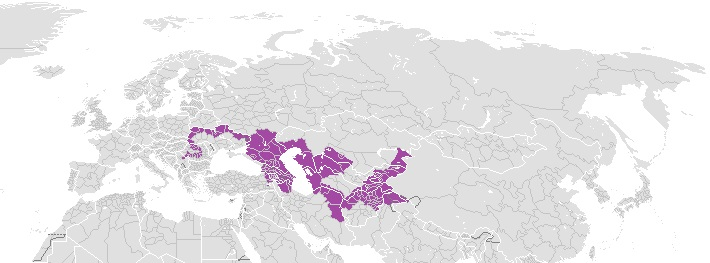
Aire de répartition de Canis lupus campestris.

Canis lupus campestris se rencontre dans les steppes et déserts de Russie et d'Asie mineure.

## Description
Canis lupus campestris est plus petit que Canis lupus et son poil est plus dur, plus court et plus clair. Son pelage est gris avec une teinte ocre.

## Classification
Le nom valide complet (avec auteur) de ce taxon est Canis lupus campestris Dwigubski, 1804.
Canis lupus campestris a pour synonymes :
- Canis lupus bactrianus Laptev, 1929
- Canis lupus cubanenesis Ognev, 1923
- Canis lupus desertorum Bogdanov, 1882